# Android 13
Android 13, (en interne nom de code Android Tiramisu),, est la treizième version majeure du système d’exploitation mobile Android, développé par l’Open Handset Alliance dirigée par Google. Les premiers téléphones à être lancés avec Android 13, sont les Google Pixel 7 et 7 Pro.

## Histoire

Premier logo d'Android 13.

Android 13 (nom de code interne Tiramisu) a été annoncé dans un blog Android publié le 10 février 2022, et le premier Developer Preview a été immédiatement publié pour la série Google Pixel (de Pixel 4 à Pixel 6, laissant tomber le soutien pour le Pixel 3 et Pixel 3a (en)). Il a été publié 4 mois environ après la version stable d’Android 12. Developer Preview 2 a suivi plus tard, libérant en mars. Beta 1 a été publié le 26 avril 2022. Google a publié bêta 2 pendant Google I/O sur 11 mai 2022. Deux autres versions bêta étaient prévues en juin et juillet. La stabilité de la plate-forme a été atteint en juin, avec Beta 3. La version stable est publiée le 15 août 2022

## Fonctionnalités

### Confidentialité
Android 13 comprend plusieurs nouvelles fonctionnalités destinées à améliorer la confidentialité des utilisateurs, à la fois face à l’utilisateur et aux développeurs,.
Un nouveau sélecteur de médias est ajouté, ce qui améliore la confidentialité en permettant aux utilisateurs de choisir à quelles photos et vidéos les applications ont accès. La plupart des applications n’ont pas encore implémenté ce sélecteur. En outre, Android 13 introduit une nouvelle autorisation, NEARBY_WIFI_DEVICES. Auparavant, les autorisations Wi-Fi et GPS étaient regroupées dans un seul paramètre appelé "Emplacement". Ce changement signifie que les applications peuvent maintenant être autorisées à rechercher des appareils et des réseaux à proximité sans avoir à demander l’accès à des systèmes de navigation plus larges.
Les applications doivent maintenant demander l’autorisation de l’utilisateur avant de pouvoir envoyer des notifications (en).
De plus, une nouvelle fonctionnalité d’autorisation d’exécution est ajoutée aux applications qui envoient des notifications non exemptées, ce qui permet aux utilisateurs de se concentrer sur les notifications les plus importantes pour eux.

## Expérience utilisateur
De petits changements ont été apportés aux fenêtres de dialogue, comme la bascule Internet, ce qui les rend mieux adaptées au langage de conception. Depuis Developer Preview 2, le lecteur multimédia a été repensé, utilisant maintenant la pochette de l’album comme arrière-plan, et incluant plus de contrôles utilisateur. Dans les premiers aperçus, mode silencieux désactivé vibrations complètement, y compris haptics. Depuis les versions bêta, l’ancien comportement est revenu. La fonctionnalité multi-utilisateurs a été améliorée, avec maintenant la possibilité de sélectionner les applications accessibles à partir de l’utilisateur invité. Les données de l’application sont stockées entre les utilisateurs, de sorte qu’aucune information n’est partagée. Un aperçu de l’animation de retour à la maison s’affiche pour les applications compatibles lorsque le geste du dos - s’il est terminé - fermera l’application.

## Nouvelles fonctionnalités
Prise en charge de Bluetooth LE Audio et du codec audio LC3, qui permet la réception et le partage audio entre plusieurs périphériques Bluetooth simultanément, il peut également améliorer la qualité audio et la durée de vie de la batterie des appareils connectés, tant qu’ils le prennent également en charge,. Cette version ouvre la prise en charge des applications tierces pour utiliser les icônes Material You Long-pressing et glisser une notification permettra à la notification d’ouvrir dans la vue écran partagé. Cette fonctionnalité est disponible sur les téléphones ainsi que les tablettes.
Depuis Beta 2, le lanceur de pixels comprend une nouvelle barre de recherche "unifiée", qui est en mesure de fournir des résultats de recherche de l’Internet ainsi que des applications et des activités locales. Il semble que Google va étendre les capacités de cet outil de recherche dans les prochaines versions.

## Modifications
Le mode Écran partagé persiste désormais grâce aux modifications apportées aux applications, ce qui signifie qu’il est possible d’utiliser d’autres applications et le lanceur de téléphone, et les applications à écran partagé resteront associées dans le menu Présentation. Les animations ont été améliorées, notamment la lueur du scanner d’empreintes digitales sur la série Pixel 6. Les notifications de débordement sur l’écran de verrouillage sont également logées dans une pilule de taille dynamique plutôt qu’une barre, et l’horloge empilée de 2 lignes est légèrement plus petite. La police de l’étiquette de l’application a été modifiée dans le lanceur de pixels, et des haptiques subtils ont été ajoutés tout au long de l’expérience utilisateur. La version œuf de Pâques restera la même que celle d'Android 12 jusqu’à Stabilité de la plate-forme 2 avec Beta 4, mais la version Android a été changé pour "Tiramisu" dans les paramètres et le panneau Réglages rapides. Depuis Developer Preview 2, "Tiramisu" est remplacé par "13". La barre de recherche unifiée comprend de nouvelles animations et transitions plus lisses.
Bon nombre des changements proviennent d’Android 12.1 « 12L », comme le dock affiché sur les grands écrans, et d’autres améliorations pour les appareils grand format. Ceux-ci sont principalement destinés aux pliables et aux tablettes, mais il peut être activé sur les téléphones en modifiant les paramètres DPI.